# 元澤陸
元澤 陸（もとざわ りく、1997年〈平成9年〉7月31日 - ）は、日本の元プロバスケットボール選手。兵庫県明石市出身。現役時代のポジションはシューティングガード。現在は3x3を中心にプレーしている。

## 来歴
小学生の時にバスケットボールを始め、甲南高等学校、甲南大学を経て2016年に練習生として西宮ストークスに入団。ストークスの育成チーム・兵庫インパルスでもプレーした。B3リーグ参入前のトライフープ岡山に所属した後、2019年から2021年まで金沢武士団でプレーしBリーガーとなる。金沢退団後は、滋賀レイクスターズで練習生兼アカデミーコーチとして活動していた。2022年から練習生として古巣・金沢武士団に合流し、再び選手契約を締結した。前回所属時と同様に多くのプレータイムを得ることは出来ず、徳島ガンバロウズオルトへの所属を挟み、2023年からは実の弟である元澤誠も所属する立川ダイスに通訳兼選手としてプレーしていた。2025年6月30日、Bリーガー引退を発表。

## 人物
- 明石市出身者としては初のプロバスケットボール選手で、2人目のB3リーガー。